# Nathalie de T'Serclaes
Gravin Nathalie Marie Jeanne Nicole Jacqueline Ghislaine de T' Serclaes de Wommersom (Etterbeek, 27 juli 1949) is een Belgische voormalige politica.

## Levensloop
Gravin Nathalie de T'Serclaes is een telg uit het geslacht T'Serclaes. Ze werd licentiaat sociologie aan de Université catholique de Louvain). Ze is de oudste dochter van graaf Wenceslas de T'Serclaes, architect-stedenbouwkundige, bestuurder van Bekaert en genealoog, en Geneviève Bekaert (1927), kleindochter van Bekaert-oprichter Leo Leander Bekaert.
Van 1988 tot 1998 was ze lid van de PSC, waarna ze Gérard Deprez volgde in de Mouvement des citoyens pour le changement (MCC), die is opgegaan in de MR.
Ze was van 1989 tot 2000 en van 2006 tot 2018 gemeenteraadslid en van 2006 tot 2012 schepen van Ukkel. Ze was lid van de Gewestraad voor de regio Brussel-hoofdstad (1989-1991).
Van 1991 tot 1998 was ze PSC-volksvertegenwoordiger voor het arrondissement Brussel. Van 1991 tot 1995 was ze eveneens lid van de Raad van de Franse Gemeenschap, waar ze van 1992 tot 1995 PSC-fractieleider was.
In 1998 werd ze ondervoorzitter van de MCC en voorzitter van de algemene vergadering.
Van 1999 tot 2007 was ze rechtstreeks gekozen senator in de Senaat.
Ze was tevens:
- voorzitter van de Montgomery Club in Brussel,
- bestuurder van UNICEF België (tot 2019),[1]
- bestuurder van vrouwenrechtenorganisatie Mouvement du Nid.[2]